# Hofkapelaan
Een hofkapelaan (Latijn: aulae capellanus) was een priester die aan het hoofd stond van de geestelijken van een hofkapel.
De functie van hofkapelaan gaat mogelijk terug tot de geestelijken die in een koninklijk paleis de relieken bewaarden. Geleidelijk aan kregen deze geestelijken de bevoegdheid om de mis op te dragen en vervolgens ook de geestelijke jurisdictie over degenen die in het paleis verbleven. Zij werden de biechtvaders en geestelijke begeleiders van allen die de hofkapel bezochten.
Toen het aantal geestelijken van een hofkapel toenam werd, bijvoorbeeld in Frankrijk, een aartskapelaan benoemd als hoofd. Dit ambt werd sinds de tijd van Karel de Grote vervuld door abten en bisschoppen en zo werd deze functionaris een belangrijk persoon aan het hof en in het rijk.
De aartskapelaan had niet alleen geestelijke jurisdictie over de kapelaans en de leden van de hofhouding, hij behandelde ook de zaken van kerkelijke en religieuze aard die aan de soeverein werden voorgelegd. Zowel in het Heilige Roomse Rijk als in Frankrijk waren de aartskapelaans tevens lange tijd kanselier. 
Na de reformatie in de 16e eeuw werd aan protestants geworden hoven de aarts- of hofkapelaan vervangen door een hofpredikant. 
In Frankrijk was de aartskapelaan tevens de grootaalmoezenier. Het ambt verdween met de Franse Revolutie van 1789, maar werd in 1857 door paus Pius IX hersteld en bestond nog tot het einde van het tweede keizerrijk in 1870.